# جام جهانی درساژ

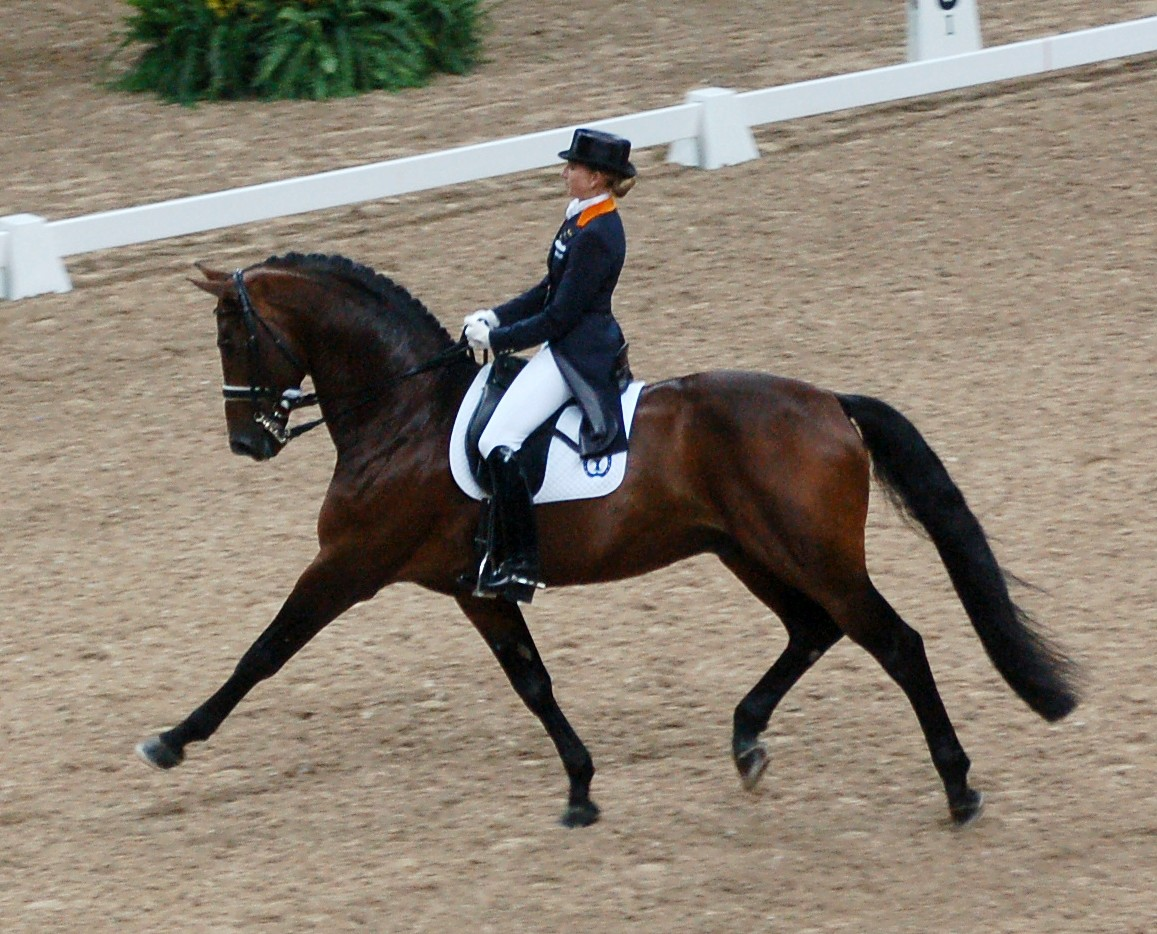
مارلیش فان بالن سوار بر کیگالی در فینال جام جهانی ۲۰۰۷ لاس وگاس

جام جهانی درساژ اف‌ئی‌آی نام مسابقات سالانهٔ بین‌المللی در رشتهٔ درساژ است که بهترین سوارکاران و بهترین اسبها در آن به رقابت می‌پردازند. این مسابقات از سال ۱۹۸۵ برگزار می‌شود.

## تاریخچه
تاریخ جام جهانی درساژ به تاریخ گران پری فری استایل نزدیکی زیادی دارد.